# Autorité territoriale
Autorité territoriale (en anglais : territorial authority) est le nom officiel pour le second niveau de pouvoir en Nouvelle-Zélande, après les régions. Elles sont au nombre de 74 : 16 conseils communaux, 58 conseils de districts et le conseil des îles Chatham.
Cinq autorités territoriales (Nelson, Gisborne, Tasman et Marlborough, tous conseils de districts, et le conseil des îles Chatham) exercent également les fonctions de conseil régional, et sont donc connues en tant qu'autorités unitaires. Les districts d'autorité territoriale ne sont pas des subdivisions des régions, et plusieurs d'entre eux s'étendent sur plus d'une région. Le conseil du district de Franklin, par exemple, s'étend sur les régions d'Auckland et du Waikato. Les conseils régionaux sont responsables de l'environnement et des matières relatives au transport, tandis que les autorités territoriales administrent les routes, les canalisations, l'urbanisme, et autres affaires locales.
À l'exception des conseils de Hutt et des îles Chatham, chaque autorité territoriale est nommée d'après le territoire qu'elle couvre, avec la mention City Council (« conseil communal ») ou District Council (« conseil de district ») ajoutée selon le cas. Le conseil communal de Hutt recouvre Lower Hutt ; le conseil des îles Chatham couvre un district connu sous le nom de « Territoire des îles Chatham », et ne fait partie d'aucune région.

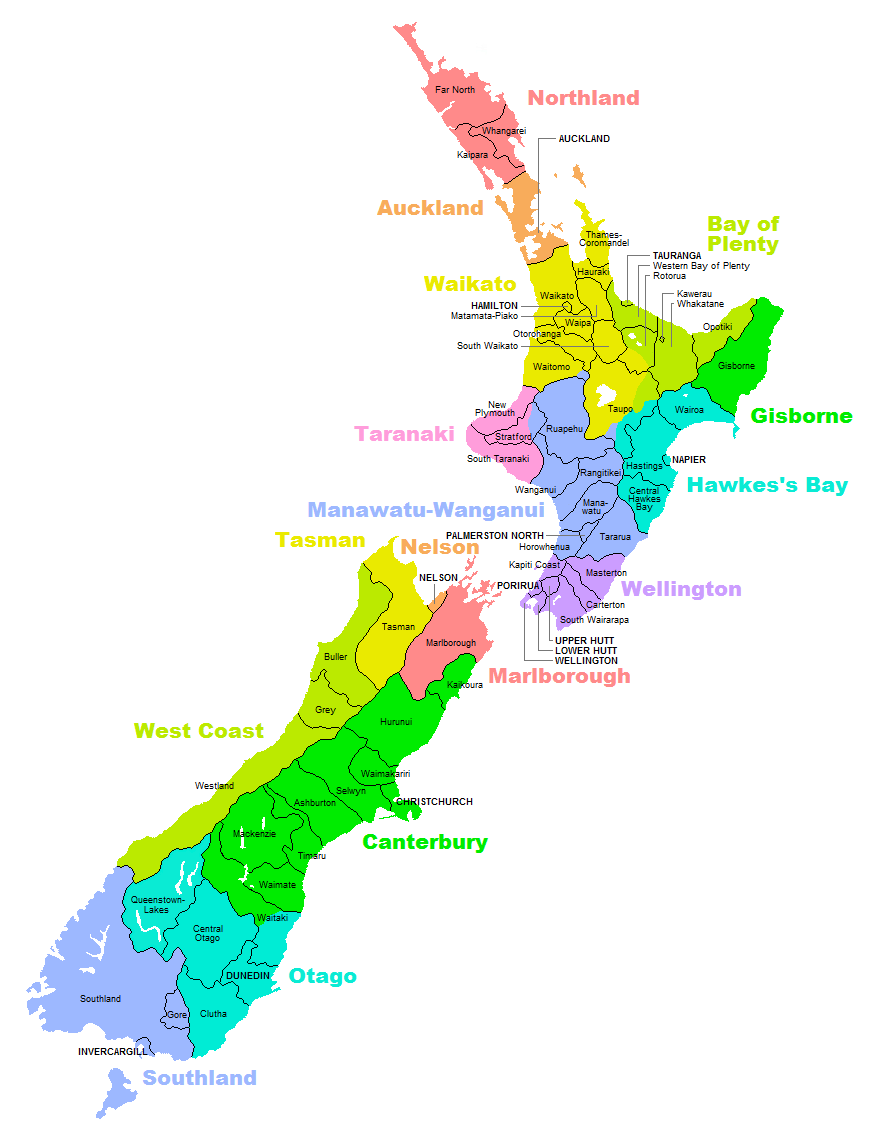
Autorités territoriales de Nouvelle-Zélande

## Île du Nord
- Northland
  - District du Far North
  - District de Whangarei
  - District de Kaipara

- Auckland
  - District de Rodney
  - District d'Auckland
  - District de North Shore
  - District de Waitakere
  - District de Manukau
  - District de Papakura
  - District de Franklin

- Waikato
  - District de Thames-Coromandel
  - District de Franklin
  - District de Hauraki
  - District du Waikato
  - District de Matamata-Piako
  - District de Hamilton
  - District de Waipa
  - District de South Waikato
  - District d'Otorohanga
  - District de Rotorua
  - District de Waitomo
  - District de Taupo

- Bay of Plenty
  - District de Western Bay of Plenty
  - District de Tauranga
  - District d'Opotiki
  - District de Whakatane
  - District de Rotorua
  - District de Kawerau

- District de Gisborne (autorité unitaire)

- Hawke's Bay
  - District de Wairoa
  - District de Taupo
  - District de Hastings
  - District de Napier
  - District de Central Hawke's Bay
  - District de Rangitikei

- Taranaki
  - District de New Plymouth
  - District de Stratford
  - District de South Taranaki

- Manawatu-Wanganui
  - District de Ruapehu
  - District de Stratford
  - District de Rangitikei
  - District de Wanganui
  - District de Manawatu
  - District de Palmerston North
  - District de Tararua
  - District de Horowhenua

- Wellington
  - District de Masterton
  - District de Kapiti Coast
  - District de Carterton
  - District de South Wairarapa
  - District de Upper Hutt
  - District de Porirua
  - District de Lower Hutt
  - District de Wellington

## Île du Sud
- District de Tasman (autorité unitaire)

- District de Nelson (autorité unitaire)

- District de Marlborough (autorité unitaire)

- West Coast
  - District de Buller
  - District de Grey
  - District de Westland

- Canterbury
  - District de Kaikoura
  - District de Hurunui
  - District de Selwyn
  - District de Waimakariri
  - District de Christchurch
  - District d'Ashburton
  - District de Mackenzie
  - District de Timaru
  - District de Waitaki
  - District de Waimate

- Otago
  - District de Queenstown-Lakes
  - District de Central Otago
  - District de Waitaki
  - District de Dunedin
  - District de Clutha

- Southland
  - District de Southland
  - District de Gore
  - District d'Invercargill

## Île Stewart
- Southland
  - District de Southland

## Îles Chatham
- Îles Chatham

## Îles au large
Il existe huit îles pour lesquelles c'est le ministère du gouvernement local qui constitue l'autorité territoriale, parmi lesquelles trois possèdent « une population significative et/ou des infrastructures permanentes » :
- Mayor Island/Tuhua
- Motiti Island
- White Island

## Réformes gouvernementales de 1989
Jusqu'aux réformes des gouvernements locaux de 1989, un conseil d'arrondissement représentant plus de 20 000 citoyens pouvait être proclamé en tant que ville. Les limites des conseils avaient tendance à suivre les frontières des zones urbanisées, et peu de distinction était faite entre les zones urbaines, et la zone du gouvernement local.
Une réforme significative des gouvernements locaux eut lieu en 1989, lorsqu'environ 700 conseils et entités spéciales furent rassemblés pour créer les 86 zones qui existent à l'heure actuelle. Les nouveaux conseils communaux et de districts s'étendaient généralement sur une zone beaucoup plus importante, et incluaient tant les zones urbaines que rurales. Un grand nombre d'agglomérations, qui étaient par le passé administrées par un conseil communal, devinrent membres d'un plus large conseil de district.

## Sources
- (en) Local Councils website
- (en) Local Government Services at the Department of Internal Affairs site
  - Administration of Offshore Islands
- (en) Local Government Commission site
- (en) Local Government Online Limited site
- (en) Local Government New Zealand
- (en) Local Government New Zealand
- (en) Statistics New Zealand clickable map for local body and area unit detail over all NZ